# حازم عدنان جودت
حازم جودت (5 مارس 1984-)، لاعب كرة قدم أردني وأحد نجوم فريق شباب الأردن في وسط الميدان.
مثل المنتخب في عهد العراقي عدنان حمد. فاز مع فريقه شباب الأردن ببطولة الدوري الأردني عام 2005 وكأس الأردن مرتين أعوام 2005 و 2006 ودرع الاتحاد الأردني عام 2006 وكأس الكؤوس عام 2006 إلى جانب الفوز ببطولة كأس الاتحاد الآسيوي عام 2007.
انتقل في صيف 2011-2012 إلى نادي هجر السعودي.

## روابط خارجية
- حازم عدنان جودت على موقع الاتحاد الدولي (مؤرشف)  (الإنجليزية)
- حازم عدنان جودت على موقع قاعدة بيانات كرة القدم.إي يو (الإنجليزية)
- حازم عدنان جودت على موقع ناشيونال فوتبول تيمز (الإنجليزية)
- حازم عدنان جودت على موقع Soccerway.com (الإنجليزية)
- حازم عدنان جودت على موقع كووورة